# ツイズル

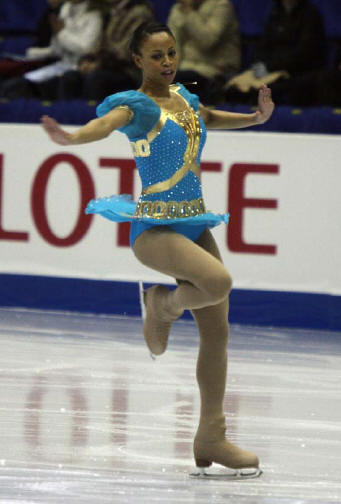
クリスティーン・ムサデンバ(シングルスケーティング)のツイズル

ツイズル（Twizzle）は、フィギュアスケートで行われる多回転の片足ターンである。

## 技術

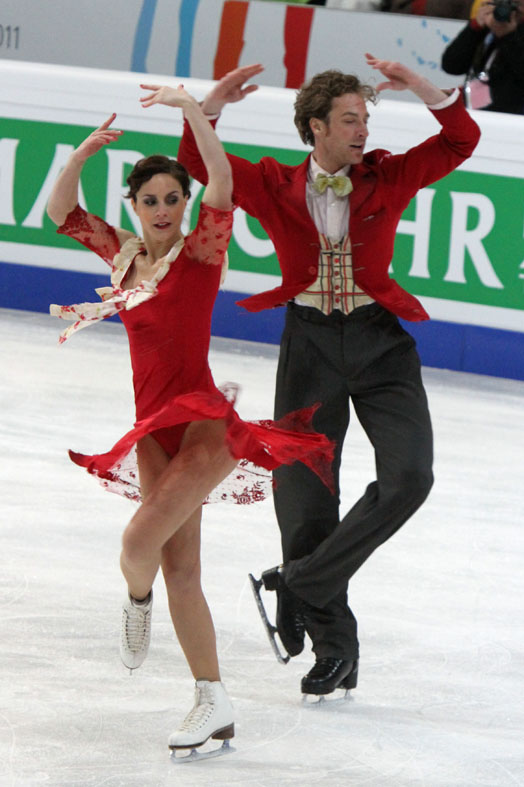
ナタリー・ペシャラ & ファビアン・ブルザ組(アイスダンス)のツイズルシーケンス

現在、アイスダンスのショートダンス、フリーダンスにおいて、ツイズルのシーケンスが必須要素となっている。ツイズルはエッジの内側と外側で、前後両方向、左右両回転で行うことができる。
評価基準については、位置、回転方向（反時計回り、時計回り）の転換と難度の高いエントランス、移動距離、シンクロ率、カップルの距離の近さ、多様性などの観点から、評価される。